# Hrvati u Tunisu
Hrvati u Tunisu su osobe u Tunisu s punim, djelomičnim, ili većinskim hrvatskim podrijetlom, ili u Hrvatskoj rođene osobe s prebivalištem u Tunisu.

## Povijest
Izvori bilježe da je u Tunisu između dvaju svjetskih ratova živjelo nekoliko stotina Hrvata.